# Sapeira
El pueblo de Sapeira fue cabeza del término del mismo nombre, agregado en 1970 el término municipal de Tremp.
Está situado al noroeste de Tremp y en la parte norte de su antiguo término, a 1017,3 m. alto., en lo alto de una loma que separa los valles de Espluga Freda y del Solà. El pueblo es pequeño, alargado a ambos lados de una colina donde se encuentra la iglesia parroquial románica de Santa María.
Esta parroquia había pertenecido al obispado de Roda, que más adelante fue integrado en el de Lérida, dentro del arciprestazgo de Tolva. Actualmente todavía es así, y Sapeira, junto con todo de pueblos de la franja de poniente del Pallars Jussá forma la Unidad pastoral 27 de este obispado, que está regida por el rector de Arén, el cual pertenece a la diócesis de Barbastro-Monzón.
La parroquia de Sapeira tenía como sufragánea la de Aulàs, pueblo que pertenecía al vecino término de Espluga de Serra. Las casas de Sapeira prácticamente no llegan ni a formar calle, pese a seguir una disposición longitudinal.
Del castillo de Sapeira apenas queda nada, ya que sus sillares se debieron aprovechar para construir las dependencias anexas a la iglesia parroquial. Es este el lugar que ocupaba, al abrigo de la roca que da nombre al pueblo y en su punto más elevado.

## Historia
El pueblo está documentado desde el 974, en varios documentos relacionados con el monasterio de Santa María de Alaón. Los primeros documentos no hablan de un castillo, sino de una villa, por lo que se puede concluir que el castillo es posterior a la población, probablemente fruto de la necesidad defensiva surgida de la violencia feudal del siglo XI, en que toda la zona de Sapeira era motivo de discusión-y de lucha-entre las dos ramas condales pallaresas, disputas que llevaron a la división en dos del antiguo Condado de Pallars, el último tercio de ese siglo.
La iglesia aparece en 1087, cuando fue dada al monasterio de Alaón. Ahora bien, enseguida surge una nueva disputa, para apropiarse de sus rentas el castellano de Sapeira aprovechando el momento de decadencia que estaba sufriendo el monasterio.
En 1381 constan 12 fuegos (unos 60 habitantes), y pertenecía a los barones de Erill, aunque en 1831 ya estaba en manos de la familia Serra.
En 1845 se publicaba el Diccionario geográfico ..., de Pascual Madoz, donde hay un artículo dedicado a Sapeira. Se puede leer que:

el pueblo está en una cresta de montaña de una legua de extensión, a partir de la cual nacen dos valles anchos, una hacia el norte y la otra hacia el sur. El clima es muy sano, por la pureza del aire y de las aguas. Había 24 casas miserables y dos fuentes excelentes no muy lejos del pueblo. Las 4 casas de Barreda, Lluelles, Alfonsa y la Torre de Sullà pertenecían también a Sapeira. El terreno del término es áspero y pedregoso, aunque hay algunos huertos que se riegan con las fuentes del término. Se producía trigo, centeno, cebada, avena, legumbres, cáñamo, vino, aceite y frutas. De ganado, ovejas, cabras y cerdos. Había caza de perdices, conejos y liebres. También había un molino de harina y una almazara de aceite. La población estaba formada por 14 vecinos (cabezas de familia) y 67 almas (habitantes).

## Geografía humana

### Demografía
| Gráfica de evolución demográfica de Sapeira entre 1842 y 1960 |
| |
| Población de derecho según los censos de población del INE Población de hecho según los censos de población del INEEntre el censo de 1857 y el anterior, crece el término del municipio porque incorpora a 255157 (Escarla), 255162 (Espills), 255163 (Esplugafreda), 255274 (Orrit), 255360 (Tercuy) Entre el censo de 1970 y el anterior, este municipio desaparece porque se integra en el municipio 25234 (Tremp) |

En la Geografía general de Cataluña dirigida por Carreras Candi, menciona que el pueblo de Sapeira tiene, alrededor de 1900, 81 edificios con 148 habitantes (lo que ya indica un cierto despoblamiento, dado que lo habitual serían en torno a 5 habitantes por casa. En 1970 todavía tenía 30 habitantes censados, pero poco después quedó con un solo habitante, que al final acabó marchando, también. Sin embargo, en 2006 vuelve a haber dos habitantes.